# 李維漢 (進士)
李維漢（1859年2月1日—1907年10月21日），字磐若，號盘谷，中國四川省敘永直隸廳人，光緒三十年進士，永宁中学堂（现四川省叙永第一中学）创始人。

## 生平
李維漢於咸豐九年十二月二十日生於敘永西城鹽店口。由廩生中試光緒二十九年癸卯科舉人，隔年中試甲辰恩科會試第117名貢士。其於光緒三十二年，創辦永寧中學堂，现名四川省叙永县第一中学，简称叙永一中。于光緒三十三年九月十五日（10月21日）病逝於蘇州，享年四十八歲。